# 5624 Shirley
5624 Shirley (1991 AY1) là một tiểu hành tinh vành đai chính được phát hiện ngày 11 tháng 1 năm 1991 bởi E. F. Helin ở Palomar.